# Torneo Nacional de Boxeo Playa Girón 1976
Das Torneo Nacional de Boxeo Playa Girón 1976 wurde vom 12. bis zum 21. Januar 1976 in Camagüey ausgetragen und war die 15. Austragung der nationalen kubanischen Meisterschaften im Amateurboxen.

## Medaillengewinner
Die Meistertitel wurden in elf Gewichtsklassen vergeben.
| Gewichtsklasse                  | Gold                   | Silber              | Bronze              |
| ------------------------------- | ---------------------- | ------------------- | ------------------- |
| Halbfliegengewicht (bis 48 kg)  | Jorge Hernández        | Héctor Ramírez      | Jesús Ramos         |
| Halbfliegengewicht (bis 48 kg)  | Jorge Hernández        | Héctor Ramírez      | Marcelino Perdomo   |
| Fliegengewicht (bis 51 kg)      | Ramón Duvalón          | Antonio Daudinot    | Isidro Despaigne    |
| Fliegengewicht (bis 51 kg)      | Ramón Duvalón          | Antonio Daudinot    | Ezequiel Hernández  |
| Bantamgewicht (bis 54 kg)       | Adolfo Horta           | José Aguilar Pulsán | Justo Kindelán      |
| Bantamgewicht (bis 54 kg)       | Adolfo Horta           | José Aguilar Pulsán | Ramón Valiente      |
| Federgewicht (bis 57 kg)        | Genovevo Griñán        | Ángel Herrera       | Alberto Brea        |
| Federgewicht (bis 57 kg)        | Genovevo Griñán        | Ángel Herrera       | Ángel Torres        |
| Leichtgewicht (bis 60 kg)       | Bienvenido Lazo        | Reynaldo Valiente   | Luis Echaide        |
| Leichtgewicht (bis 60 kg)       | Bienvenido Lazo        | Reynaldo Valiente   | Manuel Parodi       |
| Halbweltergewicht (bis 63,5 kg) | Duque Stable           | Víctor Corona       | Santiago Bonet      |
| Halbweltergewicht (bis 63,5 kg) | Duque Stable           | Víctor Corona       | Secundino Ferrer    |
| Weltergewicht (bis 67 kg)       | Emilio Correa Vaillant | José M. Pozo        | Andrés Aldama       |
| Weltergewicht (bis 67 kg)       | Emilio Correa Vaillant | José M. Pozo        | Alberto Montoya     |
| Halbmittelgewicht (bis 71 kg)   | Luis Felipe Martínez   | Rolando Garbey      | Frank Ramírez       |
| Halbmittelgewicht (bis 71 kg)   | Luis Felipe Martínez   | Rolando Garbey      | Hermenegildo Báez   |
| Mittelgewicht (bis 75 kg)       | Alejandro Montoya      | Regino Chapman      | Juan Despaigne      |
| Mittelgewicht (bis 75 kg)       | Alejandro Montoya      | Regino Chapman      | Pedro Rondón        |
| Halbschwergewicht (bis 81 kg)   | Sixto Soria            | Juan Pérez          | Ricardo Rojas Frías |
| Halbschwergewicht (bis 81 kg)   | Sixto Soria            | Juan Pérez          | José Martí          |
| Schwergewicht (über 81 kg)      | Teófilo Stevenson      | Julio Cañizares     | Glemon Crawford     |
| Schwergewicht (über 81 kg)      | Teófilo Stevenson      | Julio Cañizares     | Fidel César         |